# NGC 3591
NGC 3591 (другие обозначения — MCG -2-29-12, NPM1G -13.0319, PGC 34220) — линзовидная галактика с  перемычкой в созвездии Чаши. Морфологический тип по Вокулёру (R')SB(r)0+, что означает наличие внешнего псевдокольца, внутреннего кольца и перемычки. Открыта Уильямом Гершелем в 1786 году.
Этот объект входит в число перечисленных в оригинальной редакции «Нового общего каталога».
На фотографиях видна линзовидная галактика, расположенная под наклоном к лучу зрения, с вытянутым ярким ядром, ориентированным с севера на юг, в более тусклой оболочке, ориентированной с северо-северо-запад на юго-юго-восток. При визуальном наблюдении в любительский телескоп галактика выглядит довольно тусклой, видна только яркая внутренняя область; поверхностная яркость довольно равномерная, края относительно хорошо очерчены, форма овальная. Радиальная скорость: 5259 км/с. Расстояние: 238 млн световых лет. Диаметр: 90 тыс. световых лет.